# Rijksbeschermd gezicht 's-Gravenhage - Statenkwartier
Gezicht 's-Gravenhage - Statenkwartier is een van rijkswege beschermd stadsgezicht in de wijk Geuzen- en Statenkwartier in Den Haag in de Nederlandse provincie Zuid-Holland. De procedure voor aanwijzing werd gestart op 9 september 1994. Het gebied werd op 25 juli 1996 definitief aangewezen. Het beschermd gezicht beslaat een oppervlakte van 126,5 hectare.
Panden die binnen een beschermd gezicht vallen krijgen niet automatisch de status van beschermd monument. Wel zal de gemeente het bestemmingsplan aanpassen om nieuwe ontwikkelingen in het gebied te reguleren. De gezichtsbescherming richt zich op de stedenbouwkundige en cultuurhistorische waardering van een gebied en wil het toekomstig functioneren daarvan veiligstellen.